# Escala Hounsfield
La escala de Unidades Hounsfield (‘escala Hounsfield’ o ‘escala de números TC’) nombrada en honor del ingeniero y Premio Nobel de Fisiología o Medicina inglés Sir Godfrey Newbold Hounsfield, es una escala cuantitativa utilizada en los estudios de tomografía computarizada (TC) para describir los diferentes niveles de radiodensidad de los tejidos humanos.

## Definición
La escala de Unidades Hounsfield (símbolo HU del inglés ‘Hounsfield Units’) es el resultado de la transformación de la escala de coeficientes de atenuación lineal de rayos X en una nueva escala en la cual el valor de atenuación del agua destilada en Condiciones Normales de Presión y Temperatura (CNPT) se define como 0 unidades de Hounsfield (HU), mientras que la radiodensidad del aire en Condiciones Normales de Presión y Temperatura (CNPT) se define como -1000 HU, extendiéndose más allá de las 1000 HU asignadas al nivel de absorción del hueso compacto.

## Fórmula
El coeficiente de atenuación de los rayos X expresado en Unidades Hounsfield para los diferentes tejidos vivos u otros materiales sometidos a un examen tomográfico de rayos X viene dado por la siguiente fórmula:
{\displaystyle HU=1000\times {\frac {\mu _{t}-\mu _{agua}}{\mu _{agua}-\mu _{aire}}}}
Donde {\displaystyle \mu _{agua}} es el coeficiente de atenuación lineal del agua destilada y {\displaystyle \mu _{t}} el coeficiente de atenuación lineal del tejido o material de interés y {\displaystyle \mu _{aire}} es el coeficiente de atenuación del aire que es prácticamente 0.

## Rango absoluto y ventanas
Aunque teóricamente la escala Hounsfield es una escala abierta, lo cierto es que en el ámbito del diagnóstico por imagen se ha establecido un rango de valores útiles que abarca desde -1024 HU hasta 3071 HU; estos 4096 niveles de gris pueden representarse mediante un número de 12 bits (212= 4096). 
Debido a que la percepción humana solo permite distinguir a simple vista un máximo de 32 niveles diferenciados de gris (25), los valores absolutos registrados por el sistema de rayos X suelen explorarse mediante la generación matemática de ventanas. Una ventana es el resultado de transportar linealmente los valores de un rango de densidades de la escala Hounsfield (12 bits y 4096 niveles) para ser representados en una escala de grises de 32 niveles (5 bits).
La exploración mediante ventanas permite diferenciar con gran claridad estructuras que poseen una pequeña diferencia expresada en unidades Hounsfield (HU).

## Valor de Unidades Hounsfield (HU) para los tejidos y sustancias del cuerpo humano
| Sustancia              | HU         |  |
| ---------------------- | ---------- |  |
| Aire                   | −1000      |  |
| Pulmón                 | −500       |  |
| Grasa                  | −100 a −55 |  |
| Agua                   | 0          |  |
| Líquido cerebroespinal | 15         |  |
| Riñón                  | 30         |  |
| Sangre                 | 30 a 45    |  |
| Músculo                | 10 a 40    |  |
| Sustancia Gris         | 37 a 45    |  |
| Sustancia Blanca       | 20 a 30    |  |
| Hígado                 | 40 a 60    |  |
| Medios de contraste    | 100 a 300  |  |